# El método (libro)

The Game: Penetrating the Secret Society of Pick-up Artists, traducido en España como El Método, es un libro de no ficción escrito por el periodista de investigación Neil Strauss como una crónica de su viaje y los encuentros en la comunidad de seducción.
El libro apareció en la lista de superventas de The New York Times durante dos meses después de su lanzamiento en septiembre de 2005, volviendo al primer puesto de nuevo en 2007 durante la emisión de la serie de televisión The Pick-Up Artist en el canal VH1, presentado por el artista del ligue Mystery. En su formato original publicado en tapa dura, el libro estaba cubierto de cuero negro y marcado con satén rojo, similar a algunas ediciones de la Biblia. A pesar de la reputación que el libro ha ganado como una exposición sobre las comunidades de seducción, fue escrito originalmente como una obra autobiográfica.

## Argumento
Mientras trabaja en un artículo, Strauss tropieza con la comunidad del Pick Up. Intrigado por la subcultura,  empieza a participar en los grupos y foros de discusión en línea, sobre todo para superar su propia frustración con su vida romántica y sexual. A medida que se encuentra cada vez más involucrado en la comunidad de seducción, Strauss asiste a un taller práctico llevado a cabo por Mystery (Erik Von Markovik). Durante el taller, Strauss y otros participantes abordaban a las mujeres mientras recibían consejos de los instructores.
Luego, el libro narra la forma en que Strauss (bajo el seudónimo de Style) se consagra como un maestro de la seducción (Pick-Up Artist). Mientras, describe los distintos miembros de la comunidad y cómo se hace amigo de estos, especialmente de Mystery. También narra su éxito, sus experiencias con mujeres y su vida en el llamado "Project Hollywood", el alquiler de una mansión de clase alta en Los Ángeles por parte de la comunidad. El libro culmina con los acontecimientos que pusieron fin al Project Hollywood y dieron origen a la creación de Real Social Dynamics. También se contempla el comienzo de la relación de Strauss con Lisa Leveridge.
El libro también narra experimentos con los hábitos de sueño, aseo personal y sus encuentros con celebridades como Tom Cruise, Courtney Love y Britney Spears.